# Bauhinia farek
Bauhinia farek là một loài thực vật có hoa trong họ Đậu. Loài này được Desv. miêu tả khoa học đầu tiên.